# William Hawkins
William Hawkins, född 20 oktober 1777 i North Carolina, död 17 maj 1819 i Sparta, Georgia, var en amerikansk politiker (demokrat-republikan). Han var North Carolinas guvernör 1811–1814.
Hawkins studerade vid College of New Jersey (numera Princeton University) och fortsatte sedan med juridikstudier under John Williams. Han arbetade en tid som assisterande indianagent i Georgia innan han återvände till North Carolina. År 1803 gifte han sig med Anne Swepson Boyd och paret fick sex barn.
Hawkins efterträdde 1811 Benjamin Smith som guvernör och efterträddes 1814 av William Miller. I North Carolina debatterades det flitigt huruvida James Madisons ledarskap i 1812 års krig var värt att stödja med egna trupper. Guvernör Hawkins stödde president Madison och försvarade krigsinsatsen. Att ta värvning var speciellt populärt bland invånare av skotsk härkomst i North Carolina. Även om Hawkins var en lojal försvarare av presidentens krigspolitik, var han orolig över att federala trupper inte kom till North Carolina snabbt nog då brittiska örlogsfartyg befann sig utanför delstatens kust.